# Bill Calhoun (basket-ball)
Pour les articles homonymes, voir William Calhoun (homonymie) et Calhoun.
William C. « Bill » Calhoun, né le 4 novembre 1927, à San Francisco, en Californie, est un ancien joueur américain de basket-ball. Il évolue durant sa carrière aux postes d'arrière et d'ailier.

## Palmarès
- Champion NBA 1951